# Número do bolo

Três planos ortogonais cortam um bolo convexo em no máximo oito pedaços

Em matemática, o número do bolo, denotado por Cn, é o máximo do número de regiões nas quais um cubo tridimensional pode ser particionado por exatamente n planos. O número do bolo é assim chamado porque se pode imaginar cada partição do cubo por um plano como uma fatia feita por uma faca através de um bolo em forma de cubo. É o análogo 3D da sequência do bufê preguiçoso.
Os valores de Cn para n = 0, 1, 2, ... são dados por 1, 2, 4, 8, 15, 26, 42, 64, 93, 130, 176, 232, ... (sequência A000125 na OEIS).

## Fórmula geral
Se n! denota o fatorial, e denotamos os coeficientes binomiais por
{\displaystyle {n \choose k}={\frac {n!}{k!(n-k)!}},}
e assumimos que n planos estão disponíveis para particionar o cubo, então o n-ésimo número de bolo é:
{\displaystyle C_{n}={n \choose 3}+{n \choose 2}+{n \choose 1}+{n \choose 0}={\tfrac {1}{6}}\!\left(n^{3}+5n+6\right)={\tfrac {1}{6}}(n+1)\left(n(n-1)+6\right).}

## Propriedades
Os números do bolo são o análogo tridimensional da sequência do bufê preguiçosobidimensional. A diferença entre números de bolo sucessivos também fornece a sequência do bufê preguiçoso.
A quarta coluna do triângulo de Bernoulli (k = 3) fornece os números do bolo para n cortes, onde n ≥ 3.
A sequência pode ser derivada alternativamente da soma de até os primeiros 4 termos de cada linha do triângulo de PascalA sequência pode ser derivada alternativamente da soma de até os primeiros 4 termos de cada linha do triângulo de Pascal:
| kn | 0 | 1 | 2  | 3  |     | Soma |
| -- | - | - | -- | -- | --- | ---- |
| 0  | 1 | — | —  | —  | 1   |      |
| 1  | 1 | 1 | —  | —  | 2   |      |
| 2  | 1 | 2 | 1  | —  | 4   |      |
| 3  | 1 | 3 | 3  | 1  | 8   |      |
| 4  | 1 | 4 | 6  | 4  | 15  |      |
| 5  | 1 | 5 | 10 | 10 | 26  |      |
| 6  | 1 | 6 | 15 | 20 | 42  |      |
| 7  | 1 | 7 | 21 | 35 | 64  |      |
| 8  | 1 | 8 | 28 | 56 | 93  |      |
| 9  | 1 | 9 | 36 | 84 | 130 |      |